# Jacopo Ruffini
Jacopo Ruffini (Genova, 22 giugno 1805 – Genova, 19 giugno 1833) è stato un patriota italiano, appartenente - come il fratello Giovanni - alla Giovine Italia di Giuseppe Mazzini.

## Biografia
Nato nello stesso giorno di Mazzini, era il figlio quartogenito di Bernardo, originario di Finalmarina (Finale Ligure), avvocato e fervente monarchico, ed Eleonora Curlo, appartenente ad una nobile famiglia di Taggia. Vide la luce nella zona del porto di Genova che si sviluppava intorno all'antica Strada Dritta al Molo (l'attuale via delle Grazie).
Trascorse gli anni dell'infanzia ospite di uno zio canonico a Taggia per poi frequentare, ancora a Genova, il Collegio Reale della Santissima Annunziata. Nel 1819 iniziò l'attività di praticante in uno studio notarile e a vent'anni si laureò in legge. A Genova giunse a ricoprire la carica di vice presidente del Tribunale di Prefettura.
Scontento di questa attività, decise di iscriversi alla facoltà di medicina, nella quale si laureò nel 1830 sotto la guida di Giacomo Mazzini, padre di Giuseppe. Fu frequentando i Mazzini che decise di aderire, nel 1829, alla Carboneria.
Amico dell'armatore Raffaele Rubattino e del poeta Gian Carlo Di Negro, riuscì a portare avanti la sua attività cospirativa all'interno dei moti patriottici continuando la sua attività di assistente all'ospedale di Pammatone e compiendo viaggi nella zona di frontiera con la Francia per organizzare uomini e mezzi.

## La morte in carcere
"Eccoci in cinque giovani, molto giovani, con assai scarsi mezzi e siamo chiamati ad abbattere un governo stabilito. Noi non possiamo contare che su altri aiuti che su quelli i quali potremmo da noi medesimi procrearci. Ho il presentimento che a pochi di noi sarà dato vivere per poter vedere la vittoria, ma il seme sparso fruttificherà dopo di noi e il pane gettato sopra le acque sarà di nuovo trovato."
Jacopo Ruffini, durante il giuramento per la Giovine Italia, 1831. 
La polizia del Regno di Sardegna era riuscita a ricostruire la trama mazziniana che avrebbe dovuto portare all'invasione della Savoia e all'insurrezione di Genova di cui Jacopo Ruffini era l'organizzatore.
 Ruffini fu arrestato dalla polizia sabauda la notte tra il 13 e il 14 maggio 1833 nella sua abitazione di Genova.
 Ruffini morì suicida in una segreta delle prigioni interne alla Torre Grimaldina, al Palazzo Ducale, nella quale era stato rinchiuso come partecipante al fallito moto insurrezionale attuato a Genova e ad Alessandria nel giugno del 1833. Fu sottoposto per un mese a torture ed interrogatori nel vano tentativo di fargli confessare i nomi dei compagni patrioti.
Secondo studi recenti, il suo arresto fu favorito dalla delazione di due furieri di fanteria, Sebastiano Sacco e Lodovico Turffs. In un primo momento sembrava che a tradirlo fosse stato l'amico e collega medico Giambattista Castagnino.
 La teoria del suicidio non ha mai convinto del tutto gli storici: Ruffini, trovato con la gola ed i polsi tagliati e privo di vita per dissanguamento, quale capo di una cospirazione era destinato all'impiccagione, ma si deve considerare che se la pena capitale fosse stata eseguita, i tumulti avrebbero potuto prendere ancora maggior vigore. Di qui l'ipotesi di un omicidio mascherato da suicidio.
 Jacopo Ruffini appare oggi come una figura ai margini delle voluminose pagine del Risorgimento italiano, benché egli ne sia stato uno dei più emblematici rappresentanti. Il suo silenzio in risposta ai soprusi e alle torture subiti in prigione, ha permesso a molti suoi fratelli e compatrioti di trovare la fuga.

## Lapide commemorativa
Nella torre Grimaldina in sua memoria è posta la lapide con l'iscrizione:
Vie gli sono intitolate a Genova, Ventimiglia, Camogli e Taggia, città nella quale è ricordato anche nell'obelisco dedicato agli eroi taggesi.